# Ma verte bruyère
 (septembre 2023).
Si vous disposez d'ouvrages ou d'articles de référence ou si vous connaissez des sites web de qualité traitant du thème abordé ici, merci de compléter l'article en donnant les références utiles à sa vérifiabilité et en les liant à la section « Notes et références ».
Pour plus de détails, voir Fiche technique et Distribution.
Ma verte bruyère (titre original : Grün ist die Heide) est un film allemand réalisé par Hans Deppe sorti en 1951.
Il s'agit d'un remake contemporain du film au même titre original (de) réalisé par Hans Behrendt sorti en 1932, adaptation du roman de Hermann Löns.

## Synopsis
Après avoir fui l'Est à cause de la Seconde Guerre mondiale, Lüder Lüdersen, ancien propriétaire terrien, se retrouve avec sa fille Helga dans la lande de Lunebourg, où il vit maintenant avec son cousin en tant qu'administrateur.
Le nouveau garde-forestier Walter Rainer est déterminé à traquer le dangereux braconnier. Au cours de ses incursions sur le terrain, il rencontre Helga Lüdersen et tombe amoureux d'elle. Lorsqu'un coup de feu est tiré lors d'une de ses inspections et qu'un homme s'échappe, Helga empêche Rainer de tirer sur le braconnier présumé.
La jeune femme a reconnu son père comme le braconnier. C'est la perte de la patrie bien-aimée qui a rendu Lüdersen, qui possédait autrefois une immense zone forestière, amer et l'a laissé aller dans cette direction. Par considération pour sa fille, il veut s'arrêter de braconner. Lorsqu'un gendarme est abattu, le soupçon retombe sur lui. Helga lui demande alors d'urgence de déménager en ville avec elle. Le cœur lourd, il accepte.
Alors qu'une fête folklorique est célébrée dans le village et que la police sillonne la lande, une décision est prise. Lors de sa dernière promenade dans la lande, Lüdersen rencontre un braconnier et un trappeur et est blessé dans une bagarre avec lui. Mais le forestier et la police peuvent le sauver et arrêter son adversaire, l'assassin recherché du gendarme. Donc rien ne s'oppose au bonheur d'Helga avec le garde-forestier. Un deuxième couple se réunit également. Le magistrat peut enfin convaincre la cavalière de cirque Nora, qui voulait en fait émigrer en Amérique, qu'elle est mieux à ses côtés.

## Fiche technique
- Titre : Ma verte bruyère
- Titre : Grün ist die Heide
- Réalisation : Hans Deppe assisté de Fred Westhoff
- Scénario : Bobby E. Lüthge (de)
- Musique : Alfred Strasser (de)
- Direction artistique : Hans-Jürgen Kiebach, Gabriel Pellon, Peter Schlewski
- Costumes : Walter Kraatz
- Photographie : Kurt Schulz
- Son : Hans Ebel, Hans Löhmer
- Montage : Hermann Ludwig (de)
- Production : Kurt Ulrich
- Sociétés de production : Berolina
- Sociétés de distribution : Gloria Filmverleih
- Pays de production :  Allemagne de l'Ouest
- Langue : allemand
- Format : Couleur - 1,37:1 - Mono - 35 mm
- Genre : Drame
- Durée : 90 minutes
- Dates de sortie :
  - Allemagne de l'Ouest : 14 novembre 1951.
  - France : 20 février 1952[1].
  - Danemark : 16 octobre 1953.

## Distribution
- Hans Stüwe : Lüder Lüdersen
- Sonja Ziemann : Helga Lüdersen
- Otto Gebühr : Gottfried Lüdersen
- Margarete Haagen : Mme Lüdersen
- Rudolf Prack : Walter Rainer
- Maria Holst : Nora von Burkwitz
- Willy Fritsch : Le juge
- Hans Richter : Hannes
- Kurt Reimann : Nachtigall
- Ludwig Schmitz (de) : Tünnes
- Josef Sieber : L'oberförster
- Oskar Sima : Le directeur du cirque
- Else Reval (de) : Sa femme
- Ernst Waldow : Le pharmacien
- Kurt Pratsch-Kaufmann : L'instituteur
- Herbert Weißbach (de) : Un Silésien
- Franz-Otto Krüger : Le peintre
- Rolf Weih (de) : Le médecin

## Production
L'intrigue du film de 1932 est adaptée à la situation politique et sociale actuelle de la jeune République fédérale. En plus de l'intrigue romantique, les réalités sociales et les conflits qui sont d'actualité pour le public à l'époque sont également abordés. Celles-ci ne sont approfondies que dans la mesure où une solution à ces problèmes est possible dans le film. On s'adapte également au goût du public.
Lors du premier film de 1932, le propriétaire perde son domaine et ses terrains de chasse pour des raisons financière. Le scénariste Lüthge replace l'intrigue en une Prusse orientale déplacée, ce qui contribue largement au grand succès de ce film, renforcé par la chanson Riesengebirgslied. De façon subtile, le film parle de l'âme de nombreuses personnes qui ont perdu leur terre natale à la suite de la Seconde Guerre mondiale et du déplacement. La représentation en couleur de l'idylle naturelle dégagée de la lande de Lunebourg, dans laquelle l'action se déroule, est également attrayante, en particulier pour les habitants de la ville, qui sont toujours entourés de ruines de bombes.
Le studio est l'UFA-Filmstudio Tempelhof Studios à Berlin-Tempelhof. Les prises de vue en extérieur sont faites dans la lande de Lunebourg, entre autres à Bleckede sur la Schützenplatz et devant le château.
Avec environ 16 millions de spectateurs, Grün ist die Heide est l'un des plus grands succès du cinéma en Allemagne et, à la suite de l'adaptation d'opérette La Fiancée de la Forêt-Noire, sorti en 1950, est considéré comme le premier film patriotique en raison du financement de le ministère fédéral de l'intérieur. Après la guerre, les films de débris qui donnent à réfléchir et le déluge de productions américaines, il y a le désir d'harmonie et de bonheur privé répandu dans la population.
La même recette du succès est réutilisée dans la production comme avec La Fiancée de la Forêt-Noire avec le même réalisateur Hans Deppe et le même scénariste Bobby E. Lüthge (de). La plupart des acteurs du premier film apparaissent à nouveau.
Ilse Kubaschewski tente d'obtenir les droits de distribution de Grün ist die Heide pour Gloria Filmverleih. Après avoir subi une défaite dans l'attribution des droits pour La Fiancée de la Forêt-Noire, elle soumet l'offre la plus élevée au producteur Kurt Ulrich, qu'elle connait depuis son temps à la société de distribution Siegel Monopolfilm, et obtient les droits de distribution. La distribution est la plus importante dans la carrière de Kuba, car le film dépasse le succès de La Fiancée de la Forêt-Noire et devient le prototype du Heimatfilm allemand.
Après ce succès, Ilse Kubaschewski refait de nombreux Heimatfilms au cours des saisons de distribution suivantes et réussir à se faire un nom dans l'industrie cinématographique.

## Source de la traduction
- (de) Cet article est partiellement ou en totalité issu de l’article de Wikipédia en allemand intitulé « Schwarzwaldmädel (1950) » (voir la liste des auteurs).